# Loch Buidhe (Rannoch Moor)
Loch Buidhe är en sjö i Storbritannien.   Den ligger i kommunen Highland och riksdelen Skottland, i den nordvästra delen av landet, 600 km nordväst om huvudstaden London. Loch Buidhe ligger 297 meter över havet.Omgivningarna runt Loch Buidhe är i huvudsak ett öppet busklandskap.